# Gran Premi de Miami
El Gran Premi de Miami és una carrera vàlida pel campionat mundial de Fórmula 1 a partir del 2022. Ès disputat al circuit urbà de Miami, en la ciutat homònima.

## Història
A l'any 2018, fou apresentat una proposta per a la ciutat de Miami la realització del Gran Premi de Miami per formar part del campionat del món de Fórmula 1, màxima categoria del automobilisme. Amb la proposta de començar a partir del 2019. Després de la denegació del consell municipal per a una cursa entre 2019 i 2020, fou apresentat una proposta per 2021, més l'organització de la categoria va escoller Jeddah per rebre el Gran Premi de l'Aràbia Saudita aquest any. Més la Fórmula 1 va anunciar que a partir del 2022, Miami albergarà un gran premi de Fórmula 1 amb un contractre de deu anys.
La cursa és en un circuit urbà amb el nóm de Autòdrom Internacional de Miami (anteriorment circuit del Hard Rock Stadium), que circundaà en torne del Hard Rock Stadium.
La història inicial del Gran Premi va tenir lloc el 8 de maig de 2022 amb el nóm de Crypto.com Miami Grand Prix 2022, per motius de patrocini i el primer guanyador de la cursa va ser Max Verstappen per l'escuderia Red Bull Racing, que fou campió en aquesta temporada.

## Guanyadors
| Any  | Pilot          | Constructor   | Circuit | Resultats |
| ---- | -------------- | ------------- | ------- | --------- |
| 2022 | Max Verstappen | Red Bull-RBPT | Miami   | Resultats |
| 2023 | Max Verstappen | Red Bull-RBPT | Miami   | Resultats |